# Dobrowicze Rządowe
Dobrowicze Rządowe (biał. Добравічы; ros. Добровичи) – dawniej wieś. Obecnie część Dobrowicz na Białorusi, w obwodzie mińskim, w rejonie wilejskim, w sielsowiecie Ludwinowo.

## Historia
W czasach zaborów Dobrowicze Rządowe w gminie Serwecz, w powiecie wilejskim, w guberni wileńskiej Imperium Rosyjskiego. W 1866 liczyła 56 mieszkańców w 8 domach.
W latach 1921–1945 wieś leżała w Polsce, w województwie wileńskim, w powiecie wilejskim, w gminie Kościeniewicze.
Według Powszechnego Spisu Ludności z 1921 roku zamieszkiwało tu 135 osób, 46 było wyznania rzymskokatolickiego a 69 prawosławnego. Jednocześnie 117 mieszkańców zadeklarowało polską a 18 białoruską przynależność narodową. Były tu 23 budynki mieszkalne. W 1931 w 29 domach zamieszkiwało 160 osób.
Wierni należeli do parafii rzymskokatolickiej i prawosławnej w Dołhinowie. Miejscowość podlegała pod Sąd Grodzki w Dołhinowie i Okręgowy w Wilnie; właściwy urząd pocztowy mieścił się w Dołhinowie.
W wyniku napaści ZSRR na Polskę we wrześniu 1939 miejscowość znalazła się pod okupacją sowiecką. 2 listopada została włączona do Białoruskiej SRR. Od czerwca 1941 roku pod okupacją niemiecką. W 1944 miejscowość została ponownie zajęta przez wojska sowieckie i włączona do Białoruskiej SRR.
Do 1973 roku w sielsowiecie Żary.
Od 1991 w składzie niepodległej Białorusi.
Do 2013 w sielsowiecie Ścieszyce.